# Rue Jean-Baptiste-Estelle
La rue Jean-Baptiste-Estelle est une voie marseillaise.

## Situation et accès
Cette rue est située à la frontière des quartiers Noailles (1er arrondissement) et Préfecture (6e arrondissement). Elle va de la rue de Rome au cours Julien et se termine dans le quartier Notre-Dame du Mont (6e arrondissement) par un escalier, après avoir franchi le cours Lieutaud sur une passerelle piétonne.

## Origine du nom
Elle honore Jean-Baptiste Estelle, l'un des trois échevins (avec Jean-Pierre Moustier, et Balthasar Dieudé) qui se sont distingués pendant la peste de 1720.

## Historique

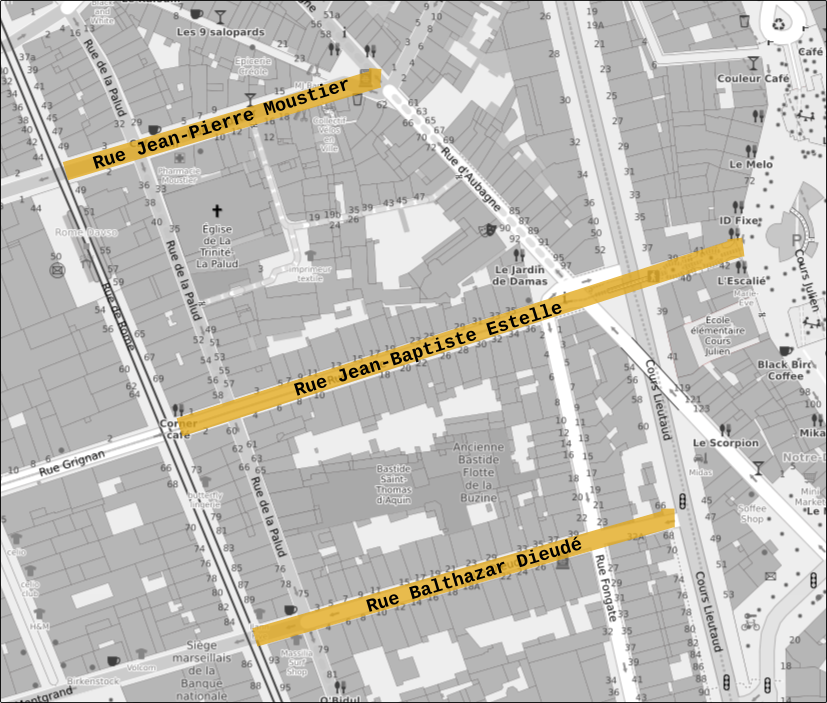
Situation des trois calades sur OpenSteetMap

En 1698 le Bureau de l’agrandissement de Marseille projette le percement de trois voies parallèles afin de desservir les nouveaux quartiers de la colline de Fongate. Elle portent respectivement les noms de « Première Calade » pour celle qui devient ensuite la rue Jean-Pierre-Moustier, « Deuxième Calade » pour la rue Jean-Baptiste-Estelle et « Troisième Calade » pour la rue Balthazar-Dieudé. 
Les nouveaux quartiers de la rue Paradis et de la rue de Rome inclus dans l'agrandissement de la ville se développent selon un plan en échiquier dont les trois calades prolongent les axes Ouest-Est.   
Leur réalisation prend du temps du fait de l'importance de terrains en forte pente à déblayer ainsi que des discussions entre les propriétaires qui doivent, selon le droit en vigueur à Marseille, assumer les deux-tiers de la dépense. Les travaux de percement de la future rue Jean-Baptiste-Estelle débutent en 1738.
Au cours du XIXe siècle la rue est prolongée à ses deux extrémités. La jonction avec la rue Grignan est décidée en 1821, après un accord entre la ville de Marseille et les propriétaires des maisons à démolir entre la rue de la Palud et la rue de Rome. La liaison avec le cours Julien, quant à elle, intervient dans les années 1860, également avec la participation financière des propriétaires riverains ; des habitants de la plaine Saint-Michel et du cours Julien réclamaient depuis longtemps cet accès direct au centre-ville. Dès 1809 le conseil municipal en débat, mais c’est seulement en 1859 qu’il en approuve le plan. Compte tenu d'une différence de niveau de 14 mètres entre la rue Jean-Baptiste-Estelle et le plateau du cours Julien à franchir en 80 mètres la construction d’un escalier s'impose. Il prend la forme d'un square en pente avec une alternance des volées d'escalier simples ou doubles. Une passerelle au dessus du cours Lieutaud, prolongé en tranchée à la même époque, fait la jonction avec les rues de la Palud et Jean-Baptiste-Estelle.
La rue Jean-Baptiste-Estelle constitue la limite sud de l’îlot dit du domaine Ventre. Cet ensemble d’entrepôts aujourd’hui transformés en logements, est construit sur l'emplacement du couvent des Trinitaires vendu comme bien national à la Révolution.
La rue prend sa dénomination actuelle en 1857.